# Кройчик, Лев Ефремович
Лев Ефре́мович Кро́йчик (26 мая 1934, Ярославль — 11 апреля 2019) — советский и российский литературовед, литературный и театральный критик, чеховед. Доктор филологических наук, профессор Воронежского государственного университета.

## Биография
Родился и окончил среднюю школу в Ярославле. В 1959 году окончил историко-филологический факультет Воронежского государственного университета, после чего три года работал в газете «Пламя» в Шебекинском районе Белгородской области. Член Союза журналистов (1959).
С 1962 года Лев Ефремович — сотрудник ВГУ: ответственный секретарь газеты «Воронежский университет», преподаватель кафедры советской литературы. В 1968 году он защитил кандидатскую диссертацию «Беллетризованный фельетон 20-30-х годов И. Ильфа, Е. Петрова, В. Катаева, М. Булгакова», а в 1983-м — докторскую «Поэтика комического в произведениях А. П. Чехова». В 1989 году Льва Ефремовича избрали заведующим кафедрой истории журналистики, а в 1990-м — деканом факультета журналистики, который он возглавлял до ноября 1994 года.
С 1988 года Лев Ефремович — член УМО по журналистике, с 1994 года — член специализированных советов по защите докторских диссертаций при филологическом факультете ВГУ и Кубанского университета (до 2000 года). С 1994 года также ведет подготовку аспирантов. При его участии создавались отделения журналистики Кубанского и Волгоградского государственных университетов, он консультировал отделения журналистики в Мордовии, Владикавказе, Благовещенске, Тамбове.

## Деятельность
Доктор филологических наук, профессор, заведующий кафедрой истории журналистики. Член редколлегии издания «Отечественная словесность. XX век» (Воронеж). Преподает на факультете журналистики Воронежского государственного университета и является визитной карточкой журфака. На факультете журналистики ведёт занятия по теории журналистики, русской литературе, и литературно-художественной критике. Пользуется популярностью у студентов благодаря оригинальной подаче учебного материала, художественному анализу произведений, не внесенных в официальную программу. В частности, на его занятиях разбираются романы Милорада Павича, Паоло Коэльо, фильмы «Город Зеро», «Правда о щелпах», постмодернистские спектакли воронежского Камерного театра.
Лев Кройчик создал новую классификацию жанров журналистских текстов, считающуюся наиболее понятной и четкой:
I. Оперативно-новостные — заметка.
II. Оперативно-исследовательские — интервью, репортаж, отчет.
III. Исследовательско-новостные — корреспонденция, комментарий, колонка, рецензия.
IV. Исследовательские — статья, письмо, обозрение.
V. Исследовательско-образные / художественно-публицистичские — очерк, эссе, фельетон, памфлет.
По мнению Кройчика, какая бы ни предлагалась классификация публицистических текстов, они непременно должны включать в себя 3 важнейших компонента: 1. Сообщение о новости или проблеме, 2. осмысление ситуации, 3. эмоциональное воздействие.
Читал основные курсы и спецкурсы на филологическом факультете и факультете журналистики — «Драматургия А. П. Чехова», «Поэтика комического», «Введение в литературоведение», «Русская литература. Вторая половина XIX века» и другие. Автор научных публикаций в изданиях Москвы, Петербурга, Воронежа, Самары, Сургута по теме история, теория и практика комической литературы и публицистики, проблемы публицистического текста и дискурса. Автор 12 отдельных книг и монографий.

## Награды
Награждён медалью «За освоение целинных земель», дипломами «Лучший театральный критик» в 1996 и 2000 годах, обладатель гранта фонда «Открытое общество» (1977). В 2008-м году указом президента России за заслуги в научно-педагогической деятельности и большой вклад в подготовку квалифицированных специалистов Льву Кройчику вручено почётное звание «Заслуженный работник высшей школы РФ».